# Sven Lindqvist (football)
Pour les articles homonymes, voir Sven Lindqvist.
Sven Lindqvist, né le 26 mars 1903 à Bromma et mort le 25 janvier 1987 à Stockholm, est un footballeur international suédois. Il évoluait au poste de milieu de terrain.

## Biographie

### En club
Sven Lindqvist est joueur de l'AIK Fotboll de 1920 à 1932,.
Il remporte le titre de Champion de Suède en 1932.

### En équipe nationale
International suédois, Sven Lindqvist dispute cinq matchs sans aucun but inscrit en équipe nationale suédoise de 1923 à 1927,.
Il dispute son premier match en sélection en amical le 20 juin 1923 contre la Finlande (victoire 5-4 à Gävle).
Il fait partie de l'équipe suédoise médaillée de bronze aux Jeux olympiques de 1924. Il ne joue que le premier match de la finale pour la troisième place contre les Pays-Bas (match nul 1-1). La Suède remporte le match d'appui et est troisième du tournoi.
Son dernier match en sélection est un amical le 12 juin 1927 contre la Finlande (victoire 6-2 à Stockholm).

## Palmarès
| \| AIK Fotboll - Championnat de Suède (1) : - Champion : 1931-32. - Coupe de Suède (1) : - Champion : 1923-24. \| |  | Suède - Jeux olympiques : - Bronze : 1924. |
| AIK Fotboll - Championnat de Suède (1) : - Champion : 1931-32. - Coupe de Suède (1) : - Champion : 1923-24.       |  |                                            |